# Elbtal (gmina)
Elbtal – miejscowość i gmina w Niemczech, w kraju związkowym Hesja, w rejencji Gießen, w powiecie Limburg-Weilburg.